# بطولة كرة القدم للصم 2016
كانت بطولة كرة القدم للصم لعام 2016 هي النسخة الثالثة من المسابقة الدولية لفرق كرة القدم الوطنية للصم للرجال والسيدات. تم تنظيمها من قبل اللجنة الدولية لرياضة الصم (CISS). وقد أقيمت هذه النسخة في أجروبولي، كاباجيو وسلرنو في إيطاليا خلال الفترة من 19 يونيو ل 2 يوليو 2016. في بطولة الرجال، فازت تركيا للمرة الثانية باللقب عقب فوزها على ألمانيا في المباراة النهائية. حصلت روسيا على الميدالية البرونزية (المركز الثالث) بهزيمتها للأرجنتين. في بطولة السيدات، فازت الولايات المتحدة باللقب للمرة الثانية، وهزمت روسيا في النهائي. فيما حصلت بريطانيا على الميدالية البرونزية (المركز الثالث) بهزيمتها لبولندا.

## الترتيب

### الرجال
| الترتيب | الفريق           |
| ------- | ---------------- |
| 1       | تركيا            |
| 2       | ألمانيا          |
| 3       | روسيا            |
| 4       | الأرجنتين        |
| 5       | مصر              |
| 6       | الولايات المتحدة |
| 7       | المملكة المتحدة  |
| 8       | بلجيكا           |
| 9       | أوكرانيا         |
| 10      | إيطاليا          |
| 11      | اليابان          |
| 12      | كوريا الجنوبية   |
| 13      | اليونان          |
| 14      | إيران            |
| 15      | السويد           |
| 16      | العراق           |

| 2016 بطل العالم في كرة القدم للصم - رجال |
| ---------------------------------------- |
| · تركيا · للمرة الثاني                   |

### السيدات
| الترتيب | الفريق           |
| ------- | ---------------- |
| 1       | الولايات المتحدة |
| 2       | روسيا            |
| 3       | المملكة المتحدة  |
| 4       | بولندا           |
| 5       | إيطاليا          |
| 6       | تركيا            |

| بطل العالم في كرة القدم للصم 2016 - سيدات |
| ----------------------------------------- |
| · الولايات المتحدة · للمرة الثاني         |